# 숙빈 최씨
숙빈 최씨(淑嬪 崔氏, 1670년 12월 17일(음력 11월 6일) ~ 1718년 4월 9일(음력 3월 9일))는 조선 숙종의 총관 후궁이며, 영조의 생모이다. 본관은 해주(海州)이다. 숙종 44년(1718) 3월 9일 49세로 별세하자, 무덤을 경기도 파주시 광탄면 영장리에 모시고 묘호(墓號)를 소령원이라 하였다.

## 생애

### 출생과 가계
선략장군 충무위 부사과를 지내고 후일 증 영의정으로 추증된 최효원(崔孝元)과 남양홍씨의 딸로서 1670년 12월 17일(음력11월 6일)에 태어났다. 할아버지는 증 숭정대부 의정부좌찬성과 증 대광보국 의정부 우의정에 추증된 최태일이고, 증조부는 노인직으로 통정대부를 지내고 사후 증 자헌대부 이조판서와 증 숭정대부 의정부좌찬성에 추증된 최말정이며, 고조부는 최억지이다. 외할아버지는 통정대부를 지내고 증 숭정대부 의정부우찬성 겸 판의금부사에 추증된 홍계남이며, 외할머니는 강릉김씨이다. 외할아버지 홍계남은 영조의 특명으로, 선비의 외할아버지라는 이유로 특별 증직을 받았다 한다.
1936년 장봉선 등이 편찬한 정읍군지에 의하면 숙빈 최씨는 정읍현 태인면에서 일찍이 부모를 잃고 고아로 자랐다 한다. 그때 인현왕후의 친정아버지 민유중이 영광군수로 임명되어 부임하는 길에 태인의 대각교에서 남루한 소녀를 발견하게 되었다. 민유중의 부인 송씨가 불쌍히 여겨 데려다 키웠고, 인현왕후가 왕비로 간택되어 입궁할 때 대동시켰다고 한다. 다른 설에 의하면 숙빈의 고향은 전라남도 담양군 창평 마을이라고도 한다. 그러나 외할아버지 홍계남(洪繼南)이 한성 출신이었다 한다.
「영조실록｣에 따르면 숙빈최씨가 태어난 곳은 여경방 서학동(현재의 서울 세종로 일대)이다. 서학동은 말 그대로 서부의 학교 서학이 있는 동네로서 여경방에 속한 곳이었다. 영조는 이 곳 생가에 숙빈의 아버지 최효원과 외조부 홍계남의 자손이 대대로 살면서 팔지 못하게 했으니 꽤나 중시했음을 알 수 있다. 물론 숙빈최씨를 위해 별도의 사당 육상궁(毓祥宮)을 세우고 시호(諡號)를 올리는 등 추숭 작업을 마무리 한 뒤에 뒤늦게 생가 복원을 꾀한 것은 의심할 여지가 있다. 육상궁이 경복궁의 서북쪽인 북부 순화방에 있었으므로 가까운 거리에 생가를 두고자 한 것일 수도 있기 때문이다.
숙빈 최씨의 본관은 해주 최씨라고 하나 해주 최씨의 시조 최온(崔溫)의 몇대 후손인가는 불분명하다. 숙빈의 직계조상은 할아버지 최태일, 증조부 최말정, 고조부 최억지의 이름이 전하지만, 이들은 해주 최씨 족보에 실리지 못했고, 최온, 최충과는 어떤 관계인지 알려진 것이 없다.
숙빈 최씨의 외가 쪽으로는 외할아버지 홍계남은 남양 홍씨 당홍 홍은열의 후손이라고 각각 외조부 홍계남의 묘비문에 기록되어 있으며, 외가 쪽으로는 외증조부 홍인백, 외고조부 홍수정, 외5대조 홍전까지 이름이 전한다. 숙빈의 외할머니 강릉김씨는 홍계남 묘비문에 강릉김씨 대봉(大鳳)의 딸이라고 하나 강릉김씨 시조 김주원과 어떤 관계인지 알려진 것이 없다.

### 입궐
정확한 기록은 없으나 7세 때 무수리로 궁에 입궐한 것으로 알려져 있다. 다만 최숙빈의 출신에 대한 이설 중의 하나로, 김용숙의 《조선조 궁중풍속 연구》에는 고종의 후궁 삼축당 김씨와 광화당 이씨가 고종에게 직접 전해 들은 이야기라고 하여 숙빈이 본래 침방 출신이라는 설이 수록되어 있다. 이 설이 설득력이 있는 이유는, 숙빈 최씨가 7살에 입궁했다는 기록이 있는데 7살은 보통 궁녀들이 입궁하는 평균 연령대이고, 그렇기 때문에 최씨가 침방 나인으로 있었다는 설이 어느 정도 가능성이 있다. 그녀의 아들 연잉군은 숙빈이 침방나인 시절 세누비가 가장 하기 힘들었다는 말을 듣고 평생 누비옷을 입지 않았다고 한다.. 그렇지만 침방 나인의 경우 궁녀 직첩 중에서 두번째로 높은 서열이라 아들인 영조가 신분 컴플렉스에 시달린 것에 비해서는 너무 높은 직책이라는 의견도 있어 확실하지 않으며, 오히려 침방나인의 시중을 들었던 각심이 출신이었다는 주장도 제기되었지만 확실한 증거는 없는 상태이다. 영조가 어머니의 신분 컴플렉스에 평생을 시달렸고 7살에 입궁했다는 두 가지 확실한 기록만을 놓고 봤을 때에는 침방 나인으로 입궁하였다 인현왕후 폐출시 같이 출궁 후 서인들에 의해 무수리로 재입궁한 것이 아닐까 추측되지만 역사학자들은 7살에 입궁했다는 숙빈 최씨 신도비 기록 자체가 영조에 의해 지어진 것이기 때문에 이 또한 믿을 수 없다고 하는 입장이다.

### 후궁 생활
최씨가 처음 승은을 입은 시기는 명확하지 않으나, 숙종 19년(1693년) 처음 내명부 종4품 숙원(淑媛)으로 책봉되었고 그해 10월 6일 아들 영수(永壽)를 낳으나 영수 왕자는 두 달만에 세상을 떠났다. 임신주기가 10개월 정도 되는 것을 감안한다면 1692년 겨울 정도에 숙종과 인연을 맺고 1693년 1월 초에 임신한 것으로 본다. 인현왕후가 복위된 해(1694년) 숙종의 특명으로 종2품 숙의(淑儀)가 되었고 그해 9월 13일 연잉군(延礽君) 금(昑)을 낳았는데 훗날 조선의 21대 임금인 영조이다. 숙종 21년(1695년)에 종1품 귀인(貴人)이 되었고, 숙종 25년(1699년)에는 단종의 복위(숙종 24년(1698년) 기념으로 정1품 빈으로 봉해지면서 숙(淑)이란 휘호를 얻어 숙빈(淑嬪)이 되었다.

### 생애 후반
숙빈은 병신년(숙종 42, 1716년)에 병환이 들어 사가로 나아가 치료하라는 숙종의 명으로 3년동안 사가에 머물렀다. 그녀는 오래도록 임금과 왕비의 안후를 거르게 됨에 항상 미안한 마음을 가졌고, 조금만 차도가 있으면 곧 대궐로 갔다고 한다. 무술년(숙종 44, 1718년) 3월 9일 무오일에 창의동 사가에서 49세로 사망하였다. 세 내전(왕, 왕비, 동궁)에서 중궁의 관원을 보내어 조문하고 제사하되 부의가 특별히 두터웠고, 이 해 5월 경신일에 양주의 고령동 옹장리 서쪽 언덕에 예장(禮葬)으로 장사를 지냈다.

### 사후
그녀의 아들 연잉군 금은 아들이 없던 경종의 왕세제를 거쳐 왕으로 등극하니, 바로 조선의 제21대 왕 영조(英祖)이다. 영조는 즉위 원년, 어머니 최씨의 사당을 지어 숙빈묘(淑嬪廟)라 하였고, 영조20년(1744년) 육상묘(毓祥廟)라고 올렸다가 다시 영조 29년(1753년) 육상궁(毓祥宮)으로 승격시켰다. 육상궁은 현재 칠궁에 합사되어 있다. 묘소 또한 영조 20년에 소령묘(昭寧墓)라고 올렸다가 29년에 소령원(昭寧園)으로 다시 승격시켰으며, 사당과 무덤에 궁호와 원호를 올릴 때 함께 화경(和敬)의 시호를 올렸다. 후일 여러 차례에 걸쳐 휘덕안순수복(徽德安純綏福)의 존호가 더 올려졌다.
영조는 숙빈의 신분 상승을 위해 많은 노력을 하였는데 특히 소령원에 있는 기록과 신도비에 기록된 내용들은 영조에 의해 기록된 것이다. 여경방에서 태어났다고 기재한 기록과 어머니의 신분 컴플렉스에 평생동안 시달린 영조가 어머니가 7살에 입궁했다는 내용을 기재한 것도 역사학자들도 고지고대로 믿지 않고 있다. 숙빈을 왕후로 추존하려고 시도하였다가 노론계 예학자들의 강경한 반대로 그 뜻을 이루지 못한 사례만 보더라도 영조는 어머니의 출생과 신분을 상승시키거나 조작하는데 많은 노력을 한 동시에 수단과 방법을 가리지 않은 것으로 보여진다. 숙빈은 역대 후궁과는 달리 많은 존호가 붙여져있는데 그 이유도 여기에 있다고 볼 수 있다. 또한 고종의 주장한 침방나인 설도 고종이 영조의 직계후손이라는 이유로 정설로 인정받지 못하고 있다.
영조 29년 육상궁에 관제(官祭)를 지낸 후, 명나라 효종(孝宗)이 생모를 추존하여 모비(某妣)라 하였다가 다시 황모(皇母)라고 칭한 예에 따라 숙빈은 왕의 사친(私親)이 아닌 선비(先妣)로 정호되었다. 영조는 살아생전 '사친은 항상 소심(小心)하고 신중하였다.'고 자주 회고했다. 영조 49년, 용강의 박흥조가 신문고를 울려 소령원을 능으로 봉하는 일을 청했으나 식량을 주어 쫓아보냈다.
그녀의 묘는 소령원으로, 위치는 경기 파주시 광탄면 소령원길 41-65이다.
한성부 서북부 여경방 서학동 혹은 반궁촌 부락(현, 서울특별시 은평구)에는 그의 친정아버지 최효원, 외할아버지 홍계남, 외종조부 홍계웅 등의 묘소와 인근에는 친조부 최태일, 증조부 최말정 등의 묘소가 있다. 이후 이곳에는 최효원의 후손들과 홍계남의 후손들이 한동안 세거했지만, 후대의 행적은 알려진 것이 없다.

## 가족 관계
| - 조부 : 최태일(崔泰逸) - 조모 : 평강 장씨(平康 張氏) - 아버지 : 최효원(崔孝元, 1638 ~ 1672) - 외조부 : 홍계남(洪季男) - 외조모 : 강릉 김씨(江陵 金氏) - 어머니 : 남양 홍씨(南陽 洪氏) - 언니 : 최씨(崔氏) - 오빠 : 최후(崔垕) - 올케 : 순흥 안씨(順興 安氏) - 조카 : 최수강(崔壽崗) | - 시아버지 : 현종(顯宗, 1641 ~ 1674) - 시어머니 : 명성왕후 김씨(明聖王后 金氏, 1642 ~ 1683) - 남편 : 숙종(肅宗, 1661 ~ 1720) - 장남 : 영수(永壽, 1693 ~ 1693) - 차남 : 영조(英祖, 1694 ~ 1776) - 며느리 : 정성왕후 서씨(貞聖王后 徐氏, 1692 ~ 1757) - 며느리 : 정순왕후 김씨(貞純王后 金氏, 1745 ~ 1805) - 3남 : 왕자(王子, 1698 ~ 1698) |

## 신도비
조선국 숙빈최씨신도비명병서(朝鮮國 淑嬪崔氏神道碑銘并序)
수록대부 금평위 겸 오위도총부총관 신 박필성은 명을 받들어 짓다.
현록대부 여산군 겸 오위도총부도총관 신 방은 명을 받들어 쓰다.
수덕대부 서평군 겸 오위도총보도총관 신 요는 명을 받들어 전각하다.
우리 전하께서 천명을 받아 왕위에 오른 원년은 바로 전 숙빈 최씨가 이미 돌아가신지 8년되는 해이다. 그리하여 유사가 사례를 살펴 비석을 세우는 일을 청했다. 그 비문은 문장을 담당하는 신하에게 명하지 않고 신 필성에게 명하셨다. 또 하교하시길, “과장된 말은 내가 취하지 않는 바이고 역시 숙빈께서 평일에 조심하고 삼가는 뜻이 아니니 잘 생각하라.”고 하셨다. 신 필성은 명을 받들어 지루한 말이 어명을 받들지 못하게 될까 두려워하여 삼가 행록을 살피노라.
숙빈 최씨는 수양 최 씨로서 증조는 말정으로 통정대부였다. 할아버지인 태일은 벼슬하지 않은 유생이었고, 아버지는 효원으로 충무위부사과를 지냈다. 어머니는 홍씨로 통정대부 계남의 따님이고, 현종 경술년(현종 11, 1670년) 11월 을미 일에 빈을 낳으셨다. 병진년(숙종 2, 1676년)에 선발되어 궁으로 들어가니 겨우 7세였다. 숙종대왕 19년 계유년(숙종 19, 1693년)에 처음 숙원이 되었고, 갑술년(숙종 20, 1694년) 숙의로 승진되었으며 을해년(숙종 21, 1695년)에 귀인으로 승계했다가, 4년 뒤에 숙빈으로 봉해졌으니, 나인으로서는 가장 높은 품계이다. 빈은 타고나신 자질이 침착하고 진득하며 과묵하여 기쁨이나 노여움을 겉으로 드러내지 않았다. 두 내전을 모시되, 아침 일찍부터 밤늦도록 게을리 하지 않았고, 장엄하고 공경하며 삼가고 조심함으로 스스로의 몸가짐을 바로 하였다. 모든 비빈이나 궁인을 접할 때 공손하고 온화하여 모두 그 환심을 샀고, 임금께서도 마음속으로 애중히 여겼다. 인현왕후와 혜순, 자경 두 대비도 역시 특별한 대우를 했으나, 빈은 더욱 겸손하고 두려워하였다. 더욱 남의 장단점을 말하기 좋아하지 않아, 옆에서 모시는 자들이 어쩌다 이런 일이 있으면 곧 꾸짖었으니 한 궁 안이 한결 같이 칭찬하였다. 빈의 형제 중에 군문에 예속되었던 이들이 빈이 숙빈으로 봉해진 뒤로 그 직위를 사퇴하였으니, 빈이 삼가 조심하는 마음에서 실로 그렇게 시켰던 것이다. 임금께서 처음에 이현궁을 빈의 사가로 삼았다가 신묘 년에 내사로 예속시켰는데, 빈이 임금의 뜻이 절약과 검소와 절제에서 나온 것임을 알고, 교체하는 데 인색한 빛을 드러내지 않았다. 병신년(숙종 42, 1716년)에 병환이 들어 3년동안 사가에 머문 것은 임금님이 사가로 나아가 치료하라 명해서 였으나, 오래도록 임금의 안후를 거르게 됨에 따라 항상 미안한 마음을 가지셨고, 혹 조금만 차도가 있으면 곧 대궐로 가셨으니 그 정성과 공경이 이렇듯 변하지 않았다. 무술년(숙종 44, 1718년) 3월 9일 무오 일에 창의동 사가에서 돌아가시니 향년 49세였고, 이 해는 숙종 44년이다. 세 내전에서 중궁의 관원을 보내어 조문하고 제사하되 부의가 특별히 두터웠으니 슬픔과 영화가 함께 갖춘 것이 되었다. 이 해 5월 경신 일에 양주의 고령동 옹장리 서쪽 언덕에 국장으로 장사를 지냈다.빈은 3남을 낳으셨는데, 우리 주상 전하가 둘째이고 맏이와 셋째는 나시자마자 돌아가셨다. 우리 주상 전하께서는 처음에는 연잉군으로 봉해졌다가, 신축년(경종 1, 1721년)에 왕세제로 책봉되었고 갑진년(경종 4, 1724)에 대통을 이으셨다. 중궁전하 서씨는 영의정으로 증직된 달성부원군 서종제의 따님이시다. 왕세자 저하는 정빈 이씨의 소생이니 처음에는 경의군으로 봉해졌다가 을사년(영조 1, 1725년)에 세자로 책봉되었다. 왕녀 화순옹주는 어려서 출가하지 않았다.
신이 엎드려 생각하건대, 빈께서는 그 성품이 부드럽고 아름다우며, 몸가짐은 현숙하고 삼가셨을 뿐 아니라 진중하고 화목하시며 온순하고 화순하시었다. 숙종의 은혜로운 대접을 받은 30년 동안 근검으로 지내어 스스로 겸손하셨고, 영예롭고 귀해졌다 하여 조금도 간직한 생각을 바꾸지 않았다. 궁중 안에 있으며 화락한 덕 있는 뜻과 돈독한 성실한 생각이 지극하시니 그 아름다움이 사책이나 첩지를 빛낼 수 있은 즉, 하늘의 복을 맞아 성인이 낳으시어 열성들의 큰 바람을 잇고 국가 천만년의 복을 비는 것이 그럴만한 까닭이 있었다. 신이 실상을 서술하는 글에 있어서 사실대로 쓰고 화려한 수식을 하지 않음은 아마 임금님의 뜻을 체득하고 또한 본받는 것이 될 것이다. 명은 다음과 같다.
하늘이 특이한 자질을 모두어서,
이미 현숙하시고 또 영특하셨다.
깊으신 덕은 어려서부터 비롯하였다.
일찍이 임금님의 사랑을 입어
겸손함과 온순함으로 받드셨도다.
정성이 마음에 쌓여 믿음이 내전에 충만하였다.
이에 큰 복을 받아 우리 임금님을 탄생하셨다.
점은 큰 복으로 들어맞았고
하늘이 우리 나라를 도왔도다.
아름답게 빛남이여 복이 길이 이었도다.
착하고 경사스러운 조짐이여 이에 밝히고 법 받도다.
울창한 저 언덕에 풍성한 비석 있도다.
머리 조아려 명을 짓노니 무궁토록 귀감으로 삼으리.
황명 숭정기원후 98년 을사년(영조 1, 1725년) 월 일 세움.
(원문:  我 殿下受命踐阼之元年乃 先淑嬪崔氏旣卒之八年也因有司考例陳請 命樹麗牲之石其文則不以 命詞臣而以 命臣弼成旣又 敎曰誇張之辭屢所不取亦非 先嬪平日小心謹愼之意其念哉臣弼成承 命悸恐屢辭終不獲 命則謹稽行錄崔氏系出首陽曾祖諱末貞階通政祖諱泰逸學生考諱孝元行忠武術副司果妣洪氏通政繼南女也以 顯廟庚戌十一月己未生 嬪丙辰選入宮甫七歲」肅宗大王十九年癸酉始拜 淑媛甲戌進 淑儀乙亥陞 貴人越四年己卯封 淑嬪女官極品也 嬪天姿沈凝簡默喜怒不形於色奉侍 兩殿夙夜靡懈莊敬戒愼戰兢自飾其接諸嬪曁宮人旣遜旣和俱得其懽心 上心重之奧我 仁顯王后曁我 惠順慈敬大妃亦殊遇之 嬪益自謙畏尤不喜言人短長侍御者或有言輒加誨責一宮之內翕然稱美焉 嬪同氣之籍軍門者自 嬪封爵辭遆其任 嬪謹愼之心實使之然也 上初以梨峴宮爲 嬪私第辛卯 命屬之內司 嬪知 聖意出公節儉克賛不色吝自丙申遘疾三載次淹間有因 上命出第調治而久闕承 俟常懷靡安或少出間輒即詣闕雖在疾病而其誠敬之不替如此戊戌三月九日戊午卒于彰義洞私第春秋四十九寔 肅宗四十四年也三殿遣中宮吊祭賵賜特厚哀榮備至以是年五月庚申禮葬于楊州高嶺洞瓮場里枕酉之原 嬪生三男惟我 主上殿下序居第二伯季生即天我 殿下初封延礽君辛丑册 王世弟甲辰誕承大統 中宮殿下徐氏 贈領議政達城府院君宗悌女也 王世子邸下靖嬪李氏所誕初封敬義君乙巳進册 儲副王女和順翁主幼未下嫁竊伏念 嬪柔嘉其性淑愼其儀敦重靚穆溫恭和順承 寧考思遇垂三十戴而勤儉自持卑巽以牧閔敢以榮貴少移所守肆惟 壺闈之間德意之融洽誠信之篤之於無間可」以輝暎彤管儷美徃牒則其迓迎天篤生聖人承 列聖艱大之投綿 宗祊千億之祚者其必有由然矣臣於摭實之文寧質無華庶有以仰體 聖意而仍又繼之以銘曰」天鍾異姿 旣淑且靈 塞淵其德 繄自穉齡 夙被 睿眷 承以巽順 誠心內蘊 孚洽宮壹 乃膺禎嘏 誕我 聖躬 卜叶大橫 天佑吾東 丕承丕顯 祚命靈長 善慶之徵 厥理式章 鬱彼崇岡 有碑斯豊 稽首綴銘 用詔無窮」皇明崇禎紀元後九十八年乙巳 月 日建)

## 숙빈 최씨가 등장하는 작품
| - 《장희빈》 (1961년, 배우: 전계현) - 《여인열전 - 장희빈》 (MBC, 1981년 ~ 1982년, 배우: 김용선) - 《인현왕후》 (MBC, 1988년, 배우: 견미리) - 《장희빈》 (SBS, 1995년, 배우: 남주희) - 《대왕의 길》 (MBC, 1998년, 배우: 김영애) - 《장희빈》 (KBS, 2002년~2003년, 배우: 박예진) - 《동이》 (MBC, 2010년, 배우: 김유정, 한효주) - 《장옥정, 사랑에 살다》 (SBS, 2013년, 배우: 한승연) - 《대박》 (SBS, 2016년, 배우: 윤진서) | - 김이영 글, 백철 그림,《동이》(2010년, 이가서) - 정재인, 김이영, 이병훈 《동이》(2010년, MBC 프로덕션) - 이준혁, 《동이》(2010년, 문예춘추사) - 김종성, 《최숙빈》(2010년, 부키) |

## 같이 보기
- 숙종
- 인현왕후
- 희빈 장씨
- 영빈 김씨
- 갑술환국
- 무고의 옥
- 경종
- 영조
- 민진후
- 김춘택